# Militia Templi - Christi pauperum Militum Ordo

La cruz octogonal Militiae Templi

La Militia Templi - Christi pauperum Militum Ordo (Milicia del Templo - Orden de los pobres Caballeros de Cristo) es una asociación privada de fieles laicos de la Iglesia católica.
En 2018, la Militia Templi, a través de la Fundación Jacques de Molay y en alianza con el Instituto Verbo Encarnado, inició la reconstrucción de la ciudad cristiana de Karamlech, comprometiéndose con la reforma del saneamiento ambiental, además de la reconstrucción de viviendas para 200 cristianos familias que se vieron obligadas a buscar refugio del terror yihadista islámico.

## Definición
La Militia Templi - Christi Pauperum Militum Ordo es una asociación privada de fieles que celebra su liturgia de acuerdo a la edición típica del Misal Romano de 1962, a menudo referida como la Misa Tridentina, Misa de San Pío V, o Misa tradicional en latín.
Fundada en 1979 por el conde italiano Marcello Alberto Cristofani della Magione bajo la autoridad de la Arquidiócesis de Siena, la Militia Templi es de carácter caballeresco y monástico, y sus miembros siguen una adaptación moderna de la Regla escrita por San Bernardo de Claraval para la Orden de los Pobres Compañeros de Cristo y el Templo de Salomón (Ordo Pauperes Conmilitones Christi), comúnmente conocidos como Templarios. La Militia Templi no reclama descendencia directa de la Orden medieval y sostiene que, cuando hechas, dichas reclamaciones son tanto histórica como canónicamente falsas. Toda vez que la Orden medieval le era responsable única y exclusivamente al Papa, y siendo suprimida por bula papal "Vox in excelso" de Clemente V; solamente un Supremo Pontífice podría restaurarla posteriormente.
Por otro lado, la Militia Templi, siendo una asociación moderna, se fundó con la aprobación del Ordinario de Siena el 21 de septiembre de 1979. Sus Constituciones fueron aprobadas el 8 de septiembre de 1988 por el Arzobispo de Siena Mons. Mario Jamaele Castellano. El siguiente Arzobispo, Mons.Gaetano Bonicelli, aprobó la Regla de la Milicia en 1990. La Orden ha contado con Cardenales Protectores en las personas de Édouard Gagnon, Alfons Maria Stickler, y Silvio Oddi, ya fallecidos. El actual Protector es Su Excelencia Reverendísima Philip Lawrence,OSB, Abad del Monasterio Benedictino "Christ in the Desert" localizado en Nuevo México, EUA.
De acuerdo con sus Constituciones, la Milicia cuenta con miembros casados y también célibes. Los Caballeros Profesos se consagran perpetuamente a la Milicia con la investidura y la promesa de observar los tres consejos evangélicos clásicos de pobreza, obediencia, y castidad, así como el testimonio público de la fe (cuarta promesa). 
Los caballeros no tienen un apostolado pastoral particular, aunque sí hacen un testimonio público de la fe católica. Están obligados a vivir por su Regla y recitar diariamente las horas del Oficio Divino tradicional. Sus miembros incluyen cientos de caballeros, 10 preceptorias nacionales, muchos prioratos locales y grupos de niños exploradores.

## Sede Magistral
El Castello della Magione en Poggibonsi, (Siena) es la sede de la Militia Templi. Actualmente consta de una iglesia, la residencia del Gran Maestre, oficinas y cuartos para recepción de peregrinos. Se trata de un antiguo complejo templario en el pueblo de Poggibonsi, en la región Toscana de Italia. Construido en el siglo XI, el castillo fue donado por los propietarios Gottifredo di Arnolfo y Arnolfino Cristofano a los Monjes de la Abadía de San Miguel en Poggio Marturi, y más tarde se le otorgó a los templarios para su uso como una de las numerosas "Mansiones" o "Domus Templi" a lo largo de la Vía Francígena. Después de 1312 el "Castello della Magione" pasó a través de muchas manos, incluyendo los Hospitalarios y los Príncipes Corsini, hasta que, en 1979 fue adquirida por el conde Marcello Alberto Cristofani della Magione, fundador y actual Gran Maestre de la Militia Templi. Adjunto al castillo hay una iglesia, restaurada también, con notable influencia borgoñona-cisterciense que se utiliza a diario por la Orden para la recitación comunitaria de las Vísperas y la celebración de la Misa Tridentina.

## Símbolo y hábito
El símbolo de la Militia Templi es una Cruz Roja Octagonal, símbolo de las ocho Bienaventuranzas del Evangelio, mientras que la bandera es una bandera blanca con la Cruz Roja Octagonal. La cruz no debe confundirse con la de los caballeros Hospitalarios, que se conoce como la cruz de Malta. El Gran Maestro tiene su propio escudo de armas y símbolo. El hábito de los Caballeros Profesos es de color blanco y consiste de la túnica, el escapulario con la cruz roja octagonal en el pecho y un manto con un carenado y la misma cruz en el hombro izquierdo. Las Damas llevan un manto blanco y un velo blanco con la cruz sin la parte superior del brazo. Los Capellanes visten una mozzetta blanca con borde rojo, botones de color rojo y una cruz roja octagonal en la parte izquierda delantera. Los Oblatos (Caballeros y Damas de Devoción) tienen un manto color gris con la cruz roja octagonal en el hombro izquierdo.

## Propagación en el mundo
A través de Preceptorias o Legaciones Magistrales, la Milicia está presente en Italia, Australia, Austria, Canadá, Alemania, Suiza, España, Irlanda, Polonia, Rumania, Reino Unido, Estados Unidos de América, Puerto Rico y Hungría.